# 六角川 (福島県)
六角川（ろっかくがわ）は、福島県二本松市を流れる河川であり、一級水系阿武隈川水系の一次支流である。

## 地理
福島県二本松市二伊滝に源を発し南流。二本松市街地に入るとJR東北本線に沿って東に向きを変える。二本松駅前を流れ二本松市榎戸と二本松市上竹の境界で阿武隈川に合流する。古くから二本松地域の農業および生活用水として利用されてきた。流路延長3.75km。

## 流域の自治体
福島県
二本松市

## 主な橋梁
下流より記載
- 二本松高架橋（国道4号二本松バイパス）
- 六角川橋梁（JR東北本線）
- 榎戸橋（国道459号）
- 本裏橋（二本松市道）
- 馬場丁橋（二本松市道）
- 二本松駅前ロータリー
- 金色側道2号橋（二本松市道）
- 金色陸橋（福島県道129号二本松安達線）
- 金色側道1号橋（二本松市道）
- 東浮内橋（二本松市道）
- 若宮橋（福島県道355号須賀川二本松線）
- 北浮内橋（二本松市道）
- 下田中橋（二本松市道）
- 四ツ谷橋（二本松市道）
- 若宮橋（二本松市道）
- 上田中橋（二本松市道）
- （東北自動車道）